# 代姆揚齊 (波爾塔瓦州)
49°41′32″N 34°2′9″E / 49.69222°N 34.03583°E
代姆揚齊（羅馬化：Demiantsi）是烏克蘭中部的村莊，隸屬波爾塔瓦州的波爾塔瓦區。該村處於霍夫特瓦河右岸，距離布拉泰什基0.5公里，海拔高度132米，2001年人口5。